# Sengoku 3
Pour les articles homonymes, voir Sengoku.
Sengoku 3 (Sengoku Legends 2001 au Japon) est un beat them all développé par Noise Factory et édité par SNK, sorti sur Neo-Geo MVS et Neo-Geo AES en 2001 (NGM 261),,. C'est le dernier jeu sorti par SNK.

## Histoire
À la suite d'une ancienne prophétie, des forces démoniaques envahissent le monde. Quatre ninjas sont chargés de stopper la progression du mal.

## Système de jeu
Sengoku 3 rompt avec les précédents épisodes de la série en supprimant le principe de transformation des personnages en animaux légendaires, et introduit un système avancé de combos.

## Équipe de développement
- Producteur : Keiko Ijuu
- Planificateurs : Masahiro Maeda, Hidenari Mamoto
- Programmeur principal : Hidenari Mamoto
- Programmeur adjoint : Kazuaki Ezato
- Conception des personnages : Masahiro Maeda, Yosikazu Nisikawa, Nana Isiguro
- Conception des décors : Masafumi Fuji, Miyuki Okazaki
- Son (Studio Aqua) : Toshikazu Tanaka
- Voix (Character Land) : Koreya Nannda, Yukihiro Fujimoto, Syuusuke Sada, Takahiro Araki, Sayuri Koizumi, Runna Wasio, Tika Iwami

## Série
- Sengoku (1991)
- Sengoku 2 (1993)
- Sengoku 3 (2001)